# Шаеган, Дариуш
Дариуш Шаеган (перс. داریوش شایگان‎, 24 января 1935, Тебриз — 22 марта 2018, Тегеран) — один из самых важных мыслителей современного Ирана и Ближнего Востока.

## Биография
Он родился в Тегеране от иранского отца и грузинской матери. Шайеган учился в университете Сорбонны в Париже. Он был профессором санскритской и индийской религий в Тегеранском университете. Помимо персидского, Шейган писал на французском и английском языках и свободно говорил по-грузински, по-русски и по-турецки (как на османском, так и на азербайджанском). Будучи подростком в школе-интернате в Великобритании, Шайеган впоследствии, в годы своего образования, жил в Женеве, где он читал в Женевском университете французскую литературу, философию, санскрит и политологию.
Шайеган получил докторскую степень (докторский цикл) в Сорбонне под руководством доктора Доктора Генри Корбена, защитив диссертацию на тему: «Отношения между людьми и суфизмом», «Мажма аль-Багрейн», Дара Шокух.
Шайеган написал много новаторских работ по эпистемологическим особенностям восточной и западной культур и возможности диалога между ними.

## Смерть
Шайеган умер 22 марта 2018 года в возрасте 83 лет в Тегеране.

## Деятельность
- Hindouisme et Soufisme, une lecture du «Confluent des Deux Océans», Éditions de la Différence, Paris 1979, 2nd edition, Albin Michel, Paris
- Mehrzad Borujerdi : Iranian Intellectuals and the West, Syracuse University Press, 1996